# Diadegma argyloplocevora
Diadegma argyloplocevora là một loài tò vò trong họ Ichneumonidae.